# Skurups AIF
Skurups AIF är en fotbollsklubb från Skurup i Skåne län, bildad den 15 juni 1923. Några fotbollsspelare som har spelat i Skurups AIF är Hugo Andersson (född 1999) och Piotr Johansson (född 1995). Herrlaget har tränats av Staffan Tapper (född 1948).